# Beni Mellikeche
Beni Mellikeche è un comune dell'Algeria, situato nella provincia di Béjaïa.